# Гакберрі (Аризона)
Гакберрі (англ. Hackberry) — переписна місцевість (CDP) та невключена територія в США, в окрузі Могаве штату Аризона. Населення — 103 особи (2020).

## Географія
Гакберрі розташоване за координатами 35°20′24″ пн. ш. 113°43′32″ зх. д. / 35.34000° пн. ш. 113.72556° зх. д. (35.340096, -113.725629).  За даними Бюро перепису населення США в 2010 році переписна місцевість мала площу 45,56 км², уся площа — суходіл.

## Демографія

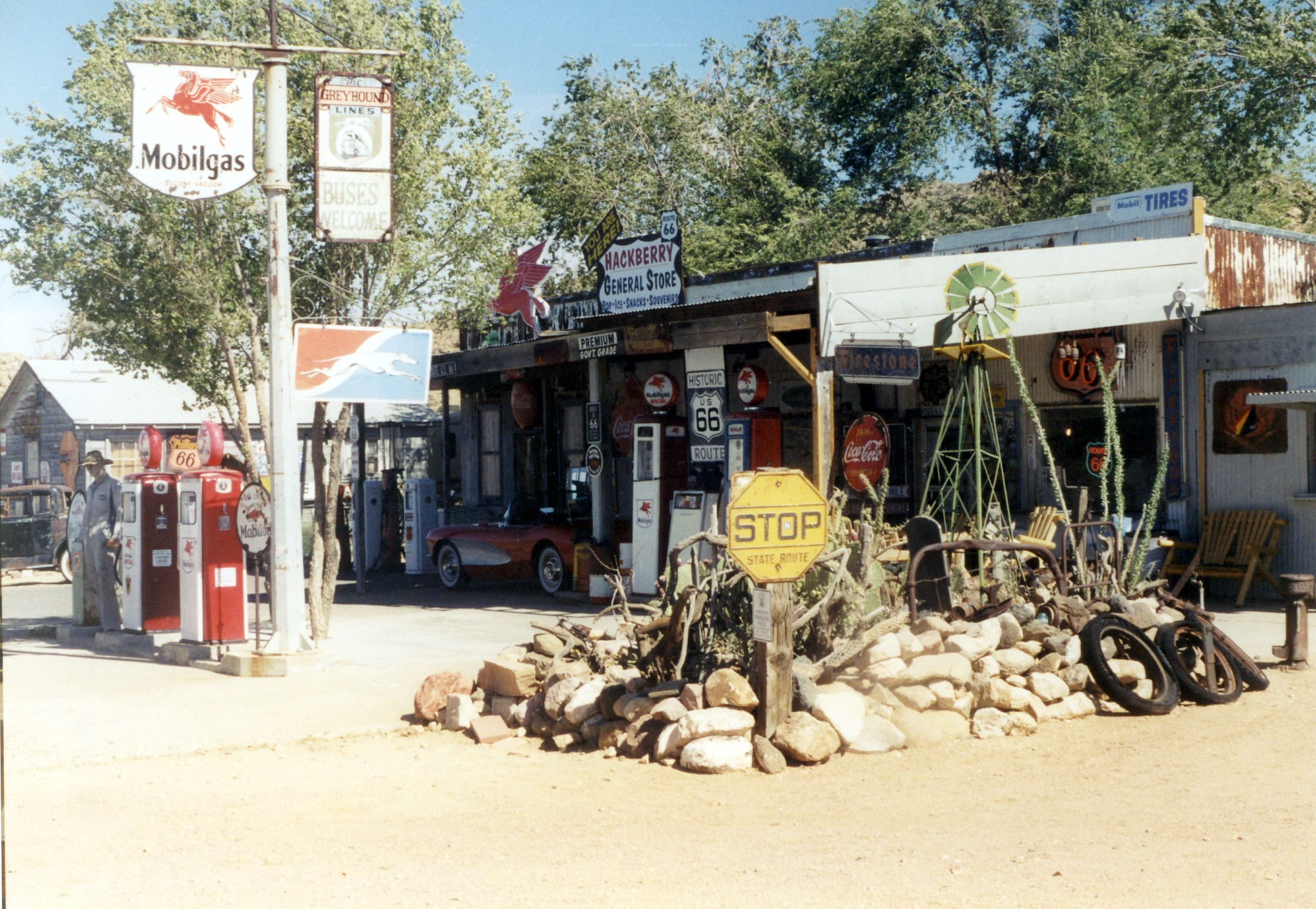
Заправка в Гакберрі на історичній трасі № 66

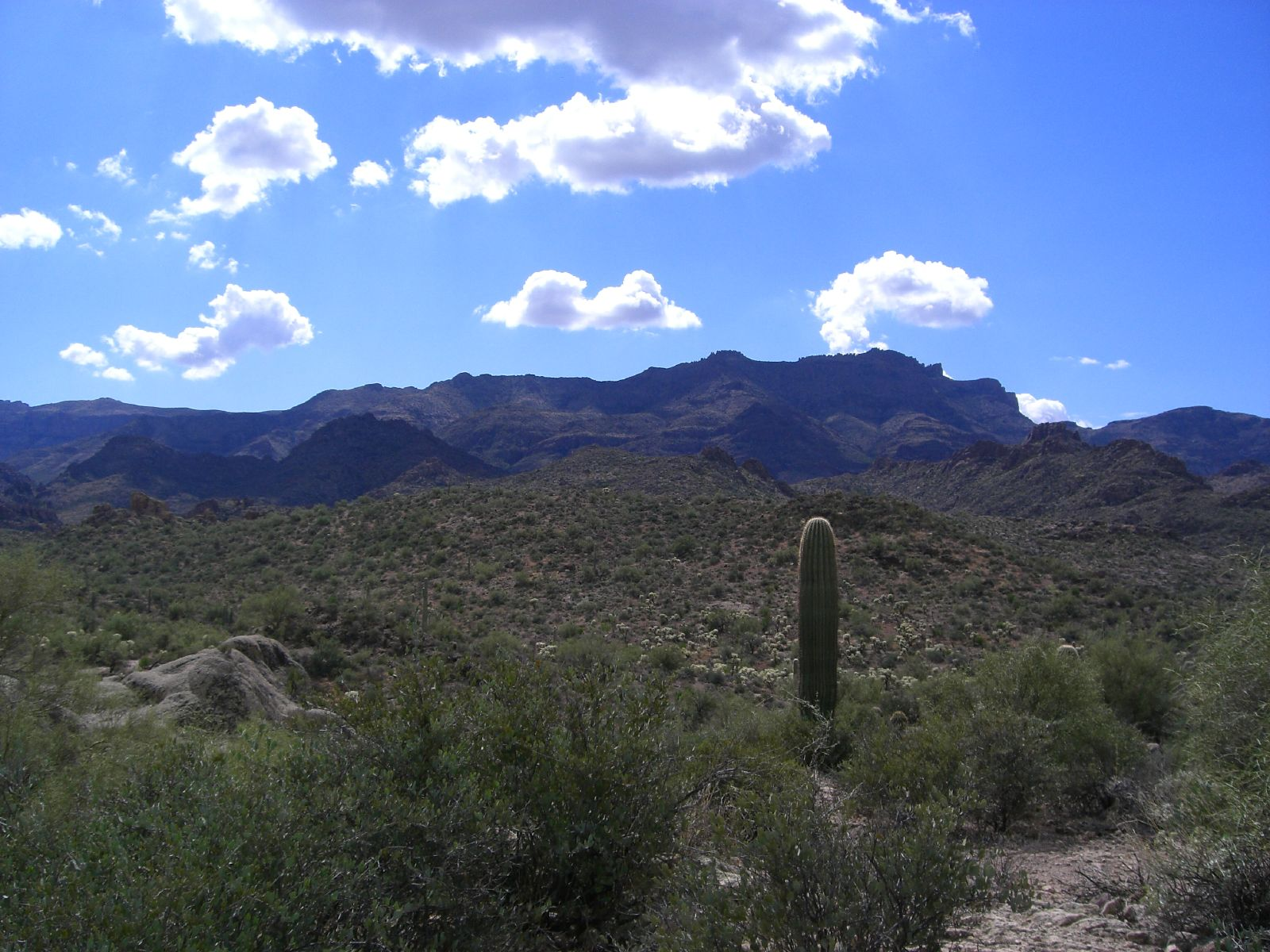
Гори біля Гакберрі

Згідно з переписом 2010 року, у переписній місцевості мешкало 68 осіб у 31 домогосподарстві у складі 25 родин. Густота населення становила 1 особа/км².  Було 45 помешкань (1/км²).
Расовий склад населення:
| - 100,0 % — білих |

До двох чи більше рас належало 0,0 %. Частка іспаномовних становила 1,5 % від усіх жителів.
За віковим діапазоном населення розподілялося таким чином: 8,8 % — особи молодші 18 років, 55,9 % — особи у віці 18—64 років, 35,3 % — особи у віці 65 років та старші. Медіана віку мешканця становила 62,1 року. На 100 осіб жіночої статі у переписній місцевості припадало 119,4 чоловіків;  на 100 жінок у віці від 18 років та старших — 106,7 чоловіків також старших 18 років.
Цивільне працевлаштоване населення становило 32 особи. Основні галузі зайнятості: мистецтво, розваги та відпочинок — 43,8 %, сільське господарство, лісництво, риболовля — 28,1 %, виробництво — 18,8 %.